# Microregione di Araranguá
Araranguá è una microregione dello Stato di Santa Catarina in Brasile.

## Comuni
Comprende 15 comuni:
- Araranguá
- Balneário Arroio do Silva
- Balneário Gaivota
- Ermo
- Jacinto Machado
- Maracajá
- Meleiro
- Morro Grande
- Passo de Torres
- Praia Grande
- Santa Rosa do Sul
- São João do Sul
- Sombrio
- Timbé do Sul
- Turvo